# Плавск
Плавск — город (с 1949) в Тульской области России, административный центр Плавского района. Образует городское поселение город Плавск.

## Этимология
Возник как село Сергиевское, названное по церкви во имя преподобного Сергия Радонежского, основанной ранее XVIII века. В 1926 году село преобразовано в город, который по расположению на реке Плава назван Плавск. Гидроним от русского диалектного плав — «зыбун, болото; заболоченная низина». В том же 1926 году Плавск был снова обращён в сельское поселение и лишь в 1949 году окончательно становится городом Плавск.

## География
Город расположен на реке Плава (бассейн Оки), в 58 км к югу от Тулы.

## История
Село Сергиевское (ныне г. Плавск) основано в 1671 году крупным землевладельцем А. С. Хитрово, правнучка которого Прасковья Ягужинская была женой князя Сергея Васильевича Гагарина.
Расположенное на торговом пути с юга на Тулу и Москву, особенно после прокладки через него Московско-Курской железной дороги, село быстро росло и к середине XIX века превратилось в крупный торговый центр, славившийся торговлей хлебом.
К концу XIX века в Сергиевском начинает развиваться промышленность. На реке Локне князья Гагарины строят крахмальный завод, около 1885 года на северном берегу реки Плавы возводится железоделательный завод Мингардта, который в советский период значительно расширил своё производство и стал ведущим предприятием района — ОАО «Плавский машиностроительный завод „Смычка“», ныне завод «Плава».
6 мая 1924 года село становится центром Сергиевского района Крапивенского уезда Тульской губернии.
22 февраля 1926 года село Сергиевское переименовано в город Плавск, а Сергиевский район — в Плавский; однако уже 6 сентября этого же года город Плавск вновь преобразован в сельское поселение Плавское.
20 августа 1935 года село Плавское преобразовано в рабочий посёлок Плавск.
10 мая 1949 года Плавску возвращен статус города.
После Великой Отечественной войны в 1951 году вошёл в строй Плавский спиртовой завод, в 1971 году — авторемонтный завод.
В 1986 году Плавск сильно пострадал от радиоактивного заражения после Чернобыльской катастрофы.
С 2006 года Плавск образует муниципальное образование (городское поселение) «город Плавск».

## Население
| 1939    | 1959    | 1970    | 1979    | 1989    | 1992    | 1996    | 1998    | 2000    | 2001    | 2002    | 2003    |
| ------- | ------- | ------- | ------- | ------- | ------- | ------- | ------- | ------- | ------- | ------- | ------- |
| 10 008  | ↗12 354 | ↗12 983 | ↗14 533 | ↗16 559 | ↘16 100 | ↗16 200 | ↘16 000 | ↘15 700 | ↘15 600 | ↗16 750 | ↗16 800 |
| 2005    | 2006    | 2007    | 2008    | 2010    | 2011    | 2012    | 2013    | 2014    | 2015    | 2016    | 2017    |
| ↘16 500 | ↘16 400 | ↘16 300 | ↘16 200 | ↘16 165 | ↗16 200 | ↘16 171 | ↗16 278 | ↘16 028 | ↘15 992 | ↘15 899 | ↘15 870 |
| 2018    | 2019    | 2020    | 2021    |         |         |         |         |         |         |         |         |
| ↗15 920 | ↗15 921 | ↘15 711 | ↗16 893 |         |         |         |         |         |         |         |         |

На 1 января 2025 года по численности населения город находился на 726-м месте из 1124 городов Российской Федерации.
Национальный состав
По итогам переписи населения 2020 года проживали следующие национальности (национальности менее 0,1 % и другое см. в сноске к строке «Другие»):
| Национальность | Численность, чел. | Доля     |
| -------------- | ----------------- | -------- |
| Русские        | 14 455            | 85,57 %  |
| Армяне         | 193               | 1,14 %   |
| Украинцы       | 142               | 0,84 %   |
| Азербайджанцы  | 140               | 0,83 %   |
| Узбеки         | 130               | 0,77 %   |
| Таджики        | 106               | 0,63 %   |
| Татары         | 35                | 0,21 %   |
| Молдаване      | 23                | 0,14 %   |
| Белорусы       | 23                | 0,14 %   |
| Другие         | 1646              | 9,73 %   |
| Итого          | 16 893            | 100,00 % |

## Транспорт
Плавская промежуточная перекачивающая станция с автомобильным наливным пунктом на крупном экспортном нефтепродуктопроводе системы транснефтепродукт.
Одноимённая железнодорожная станция соединяет город с Щёкино, Тулой, Орлом, Мценском.
С автовокзала города автобусы ходят в Орел, Мценск, Тулу, Калугу.
На территории города Плавска курсирует городской автобус № 102 по маршруту п. Пригородный — Больница. Данный маршрут разделен на 3 ветви, тем самым автобус проезжает через микрорайон Станционный, улицу Победы и улицу Коммунаров. Также через территорию города проходят маршруты муниципальных автобусов и маршрутных такси, осуществляющих пассажирские перевозки по всему муниципальному образованию Плавский район.

## Климат
Преобладает умеренно континентальный климат. Зимы холодные и продолжительные. Лето тёплое и короткое.
| Показатель                    | Янв.  | Фев.  | Март  | Апр.  | Май  | Июнь | Июль | Авг. | Сен. | Окт. | Нояб. | Дек.  | Год   |
| ----------------------------- | ----- | ----- | ----- | ----- | ---- | ---- | ---- | ---- | ---- | ---- | ----- | ----- | ----- |
| Абсолютный максимум, °C       | 7,7   | 7     | 17,1  | 27,6  | 34,5 | 33,8 | 38,3 | 39,3 | 30   | 24,6 | 16    | 9,2   | 39,3  |
| Средний суточный максимум, °C | −5,6  | −4,9  | 0,6   | 10,9  | 19,2 | 22,4 | 24,5 | 23   | 16,8 | 9,2  | 1     | −3,3  | 9,6   |
| Средняя температура, °C       | −8,6  | −8,2  | −2,8  | 6,1   | 13,5 | 17,1 | 18,9 | 17,4 | 11,7 | 5,4  | −1,5  | −5,9  | 5,4   |
| Средний суточный минимум, °C  | −11,6 | −11,7 | −6,1  | 1,9   | 7,8  | 11,8 | 13,8 | 12,2 | 7,4  | 2,2  | −3,9  | −8,6  | 1,4   |
| Абсолютный минимум, °C        | −34,7 | −34,7 | −28,7 | −18,8 | −4,6 | 0,8  | 4,9  | 0,4  | −6   | −14  | −27,3 | −31,3 | −34,7 |
| Норма осадков, мм             | 34    | 30    | 28    | 40    | 50   | 70   | 80   | 72   | 59   | 52   | 42    | 39    | 596   |
| Источник: Climatebase.ru      |       |       |       |       |      |      |      |      |      |      |       |       |       |

## Экономика
АО НПО «Плавский». Производство коммунальной техники, оборудование для атомной энергетики и нефтегазовой отрасли.
Плавский машиностроительный завод «Плава» (производство центробежных сепараторов для молочной, мясной, фармацевтической и других отраслей хозяйства, установки для топливной очистки и прочего).
Филиал научно-производственной фирмы «ООО НПФ Барс-2» Плавский завод Баско: разработка и производство различных видов и типов термопластичных полимеров.
ООО «Авангард» — завод хлебо-булочных изделий.

## Туризм
Город Плавск — один из старинных городов, официально зарегистрированных (от 10 мая 1949 г. указом президиума верховного совета РСФСР «О преобразовании посёлка Плавск» и об «Образовании органов власти на территории города Плавска Тульской области»), как имеющий историческое значение, однако он не был включен в список городов, рекомендованных Департаментом культуры министерства образования и культуры Тульской области для экскурсионного обслуживания, хотя туристические маршруты по трассе Москва—Крым проходят через город Плавск. Экскурсии проводит МБУК г. Плавска Плавского района «Плавский районный краеведческий музей».
Туристические маршруты:
- Музей — Боярин Верх;
- Музей — Церкви города;
- Музей — Больничный комплекс;
- Музей — Центр князей Гагариных;
- Ул. Коммунаров — Курган Славы;
- Музей — родники на реке Плаве, памятник природы, охраняемый государством;
- г. Плавск — село Синявино, родина дважды Героя Советского Союза Б. Ф. Сафонова;
- г. Плавск — Кобылинский хутор.

## Галерея

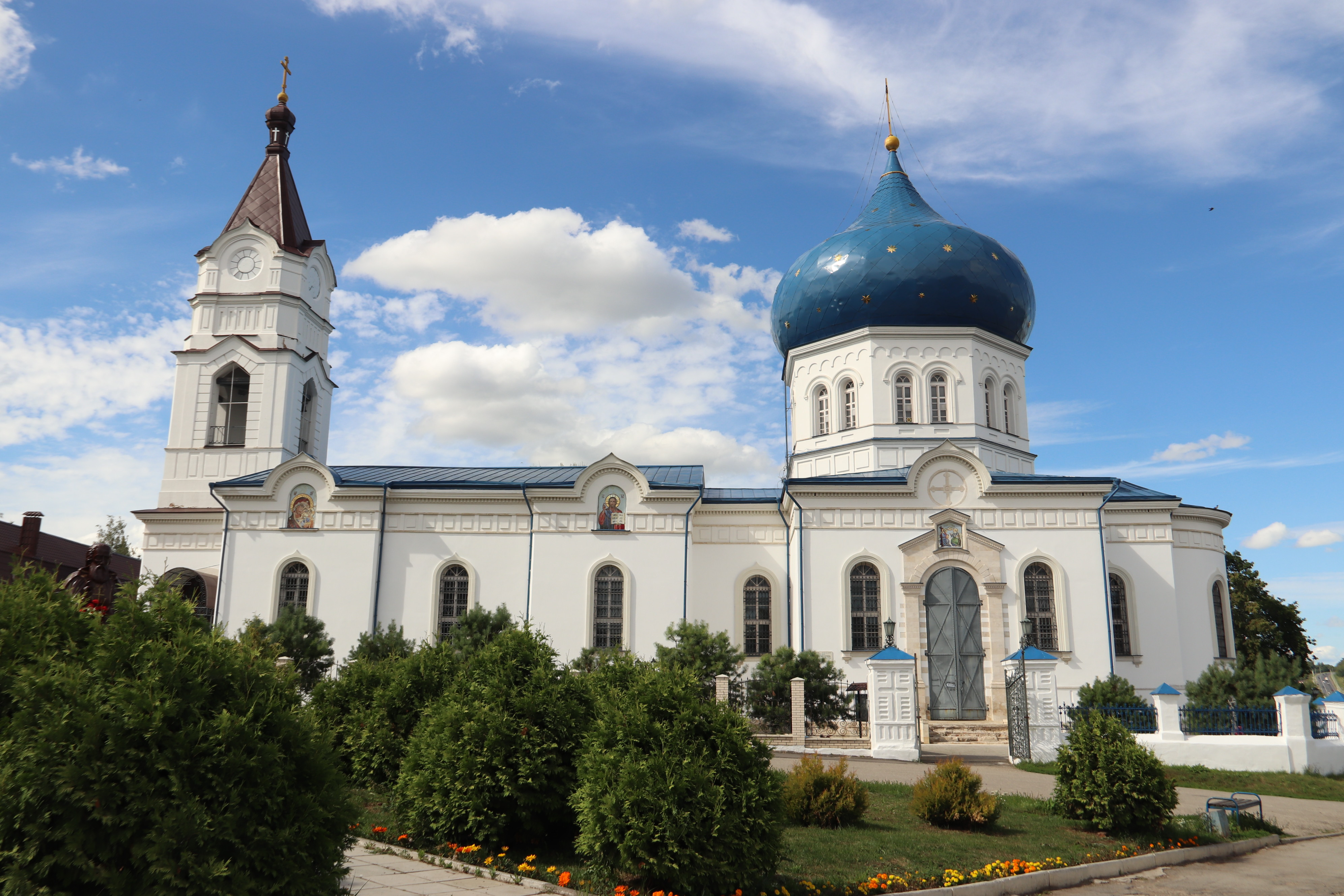
Свято-Сергиевский Храм (Вид летом)
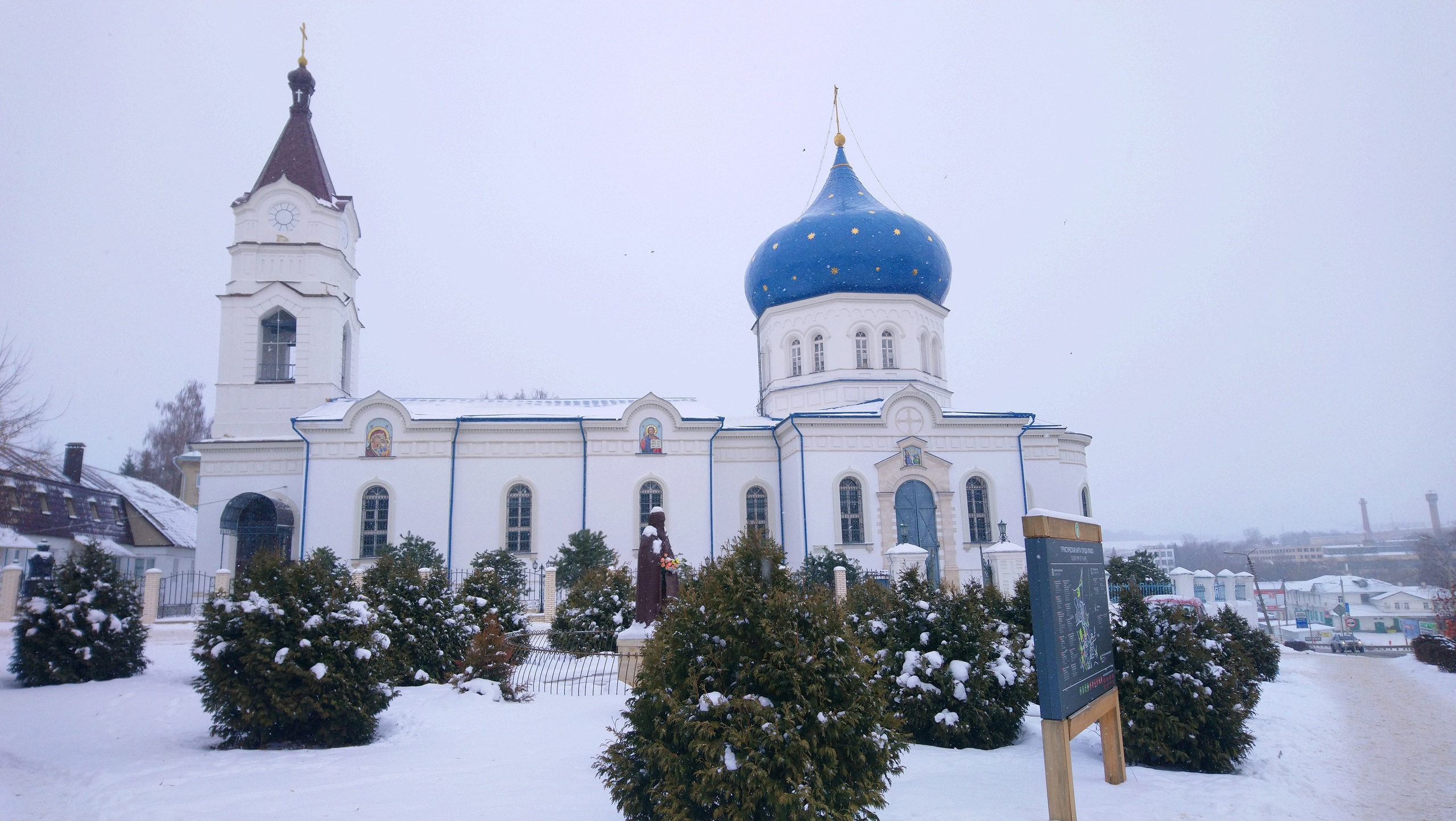
Свято-Сергиевский Храм (вид зимой)
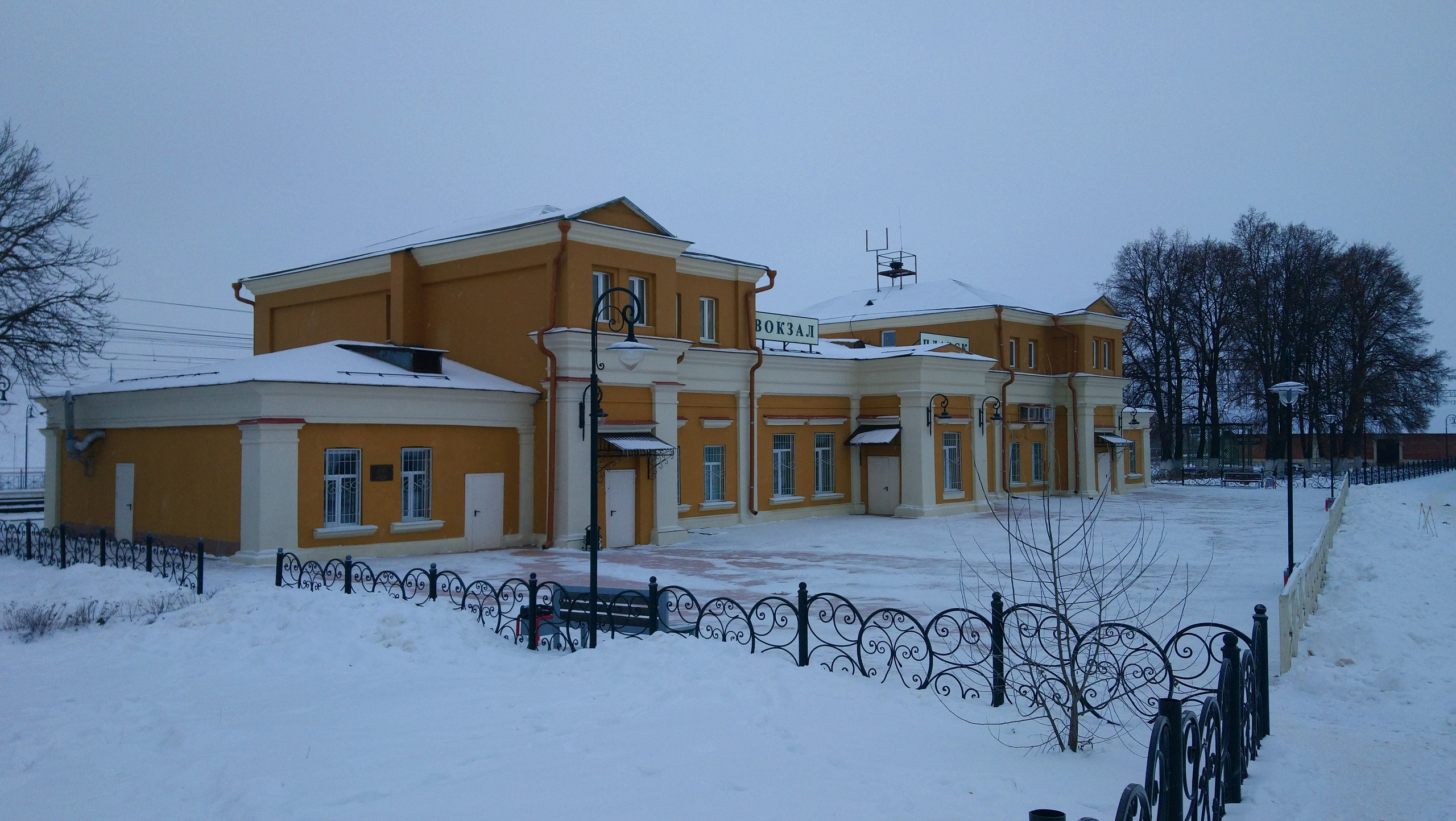
Вокзал станции «Плавск»
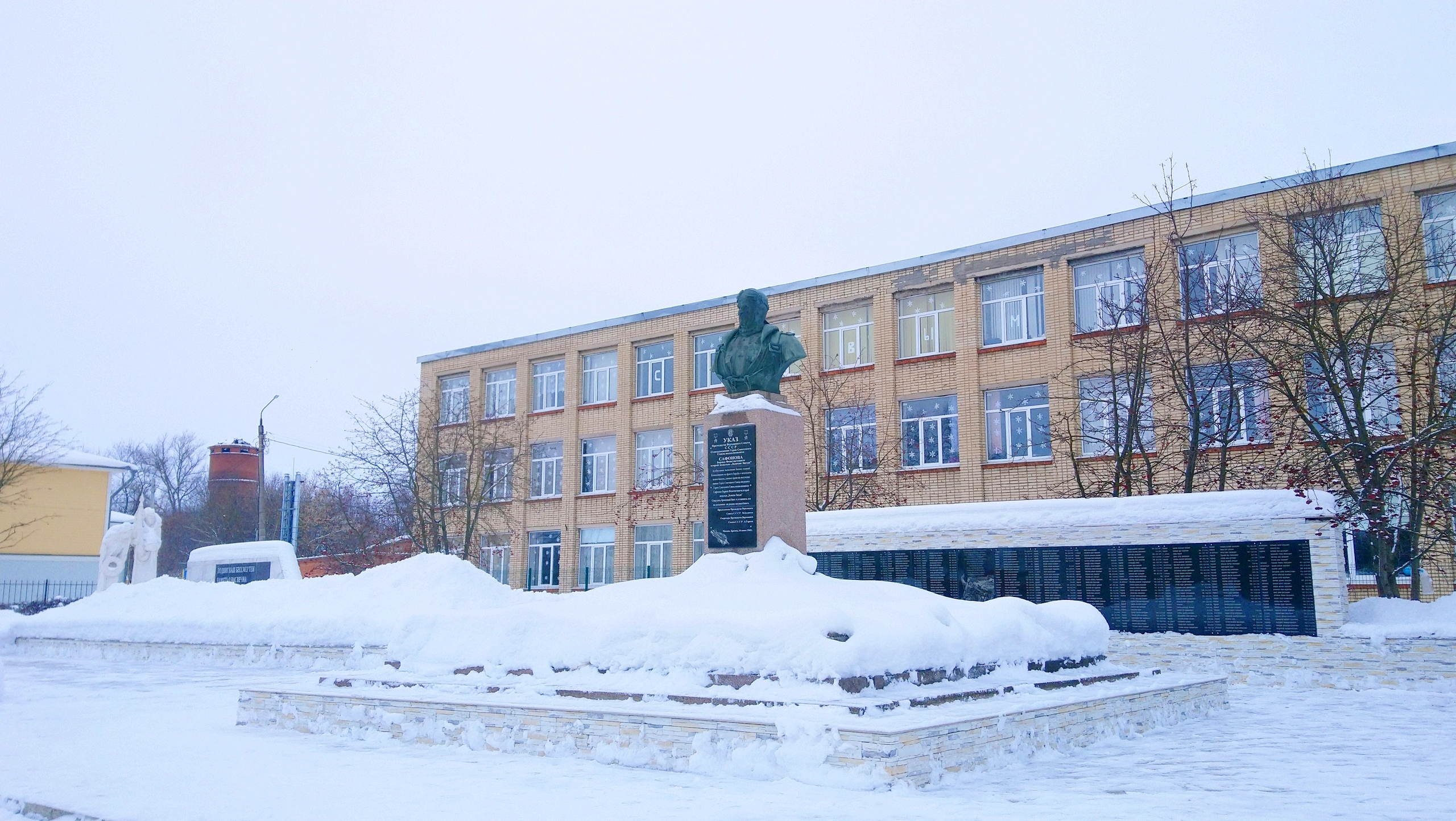
Памятник дважды Герою Советского Союза Б.Ф. Сафонову на улице Коммунаров
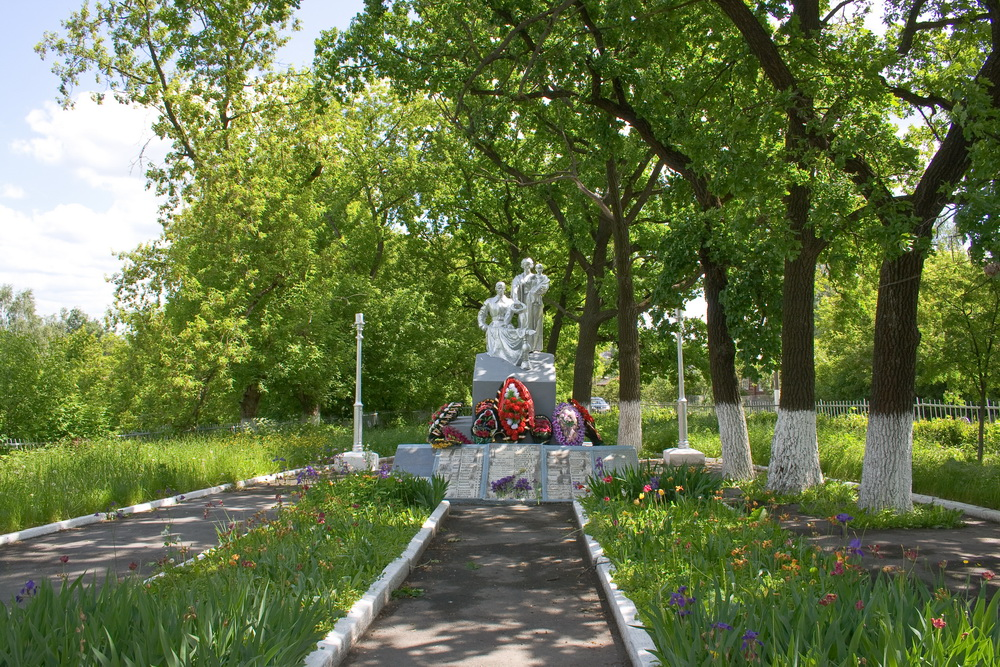
Братская могила № 1 г. Плавск
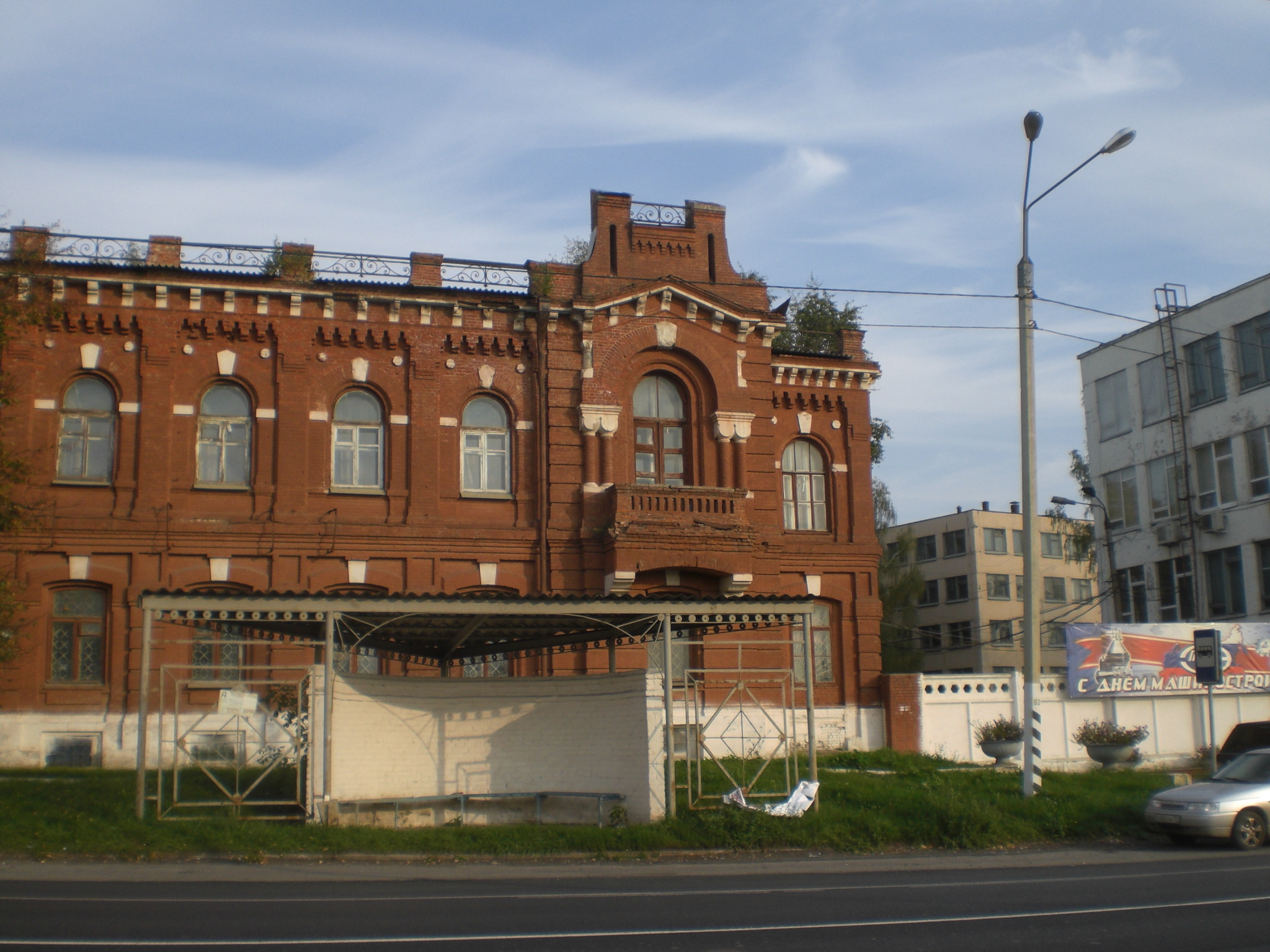
Дом купца Сазонова
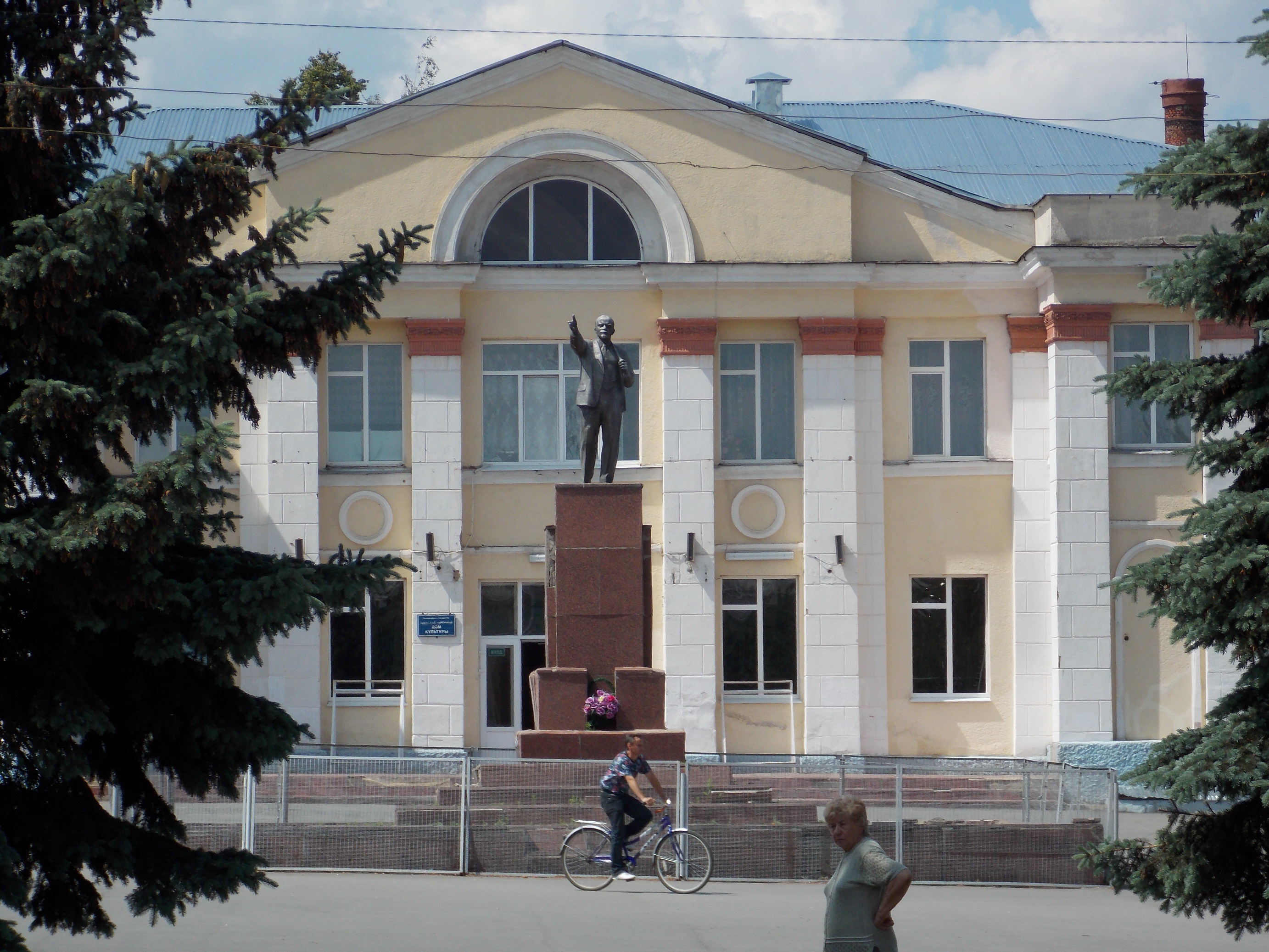
Дом культуры
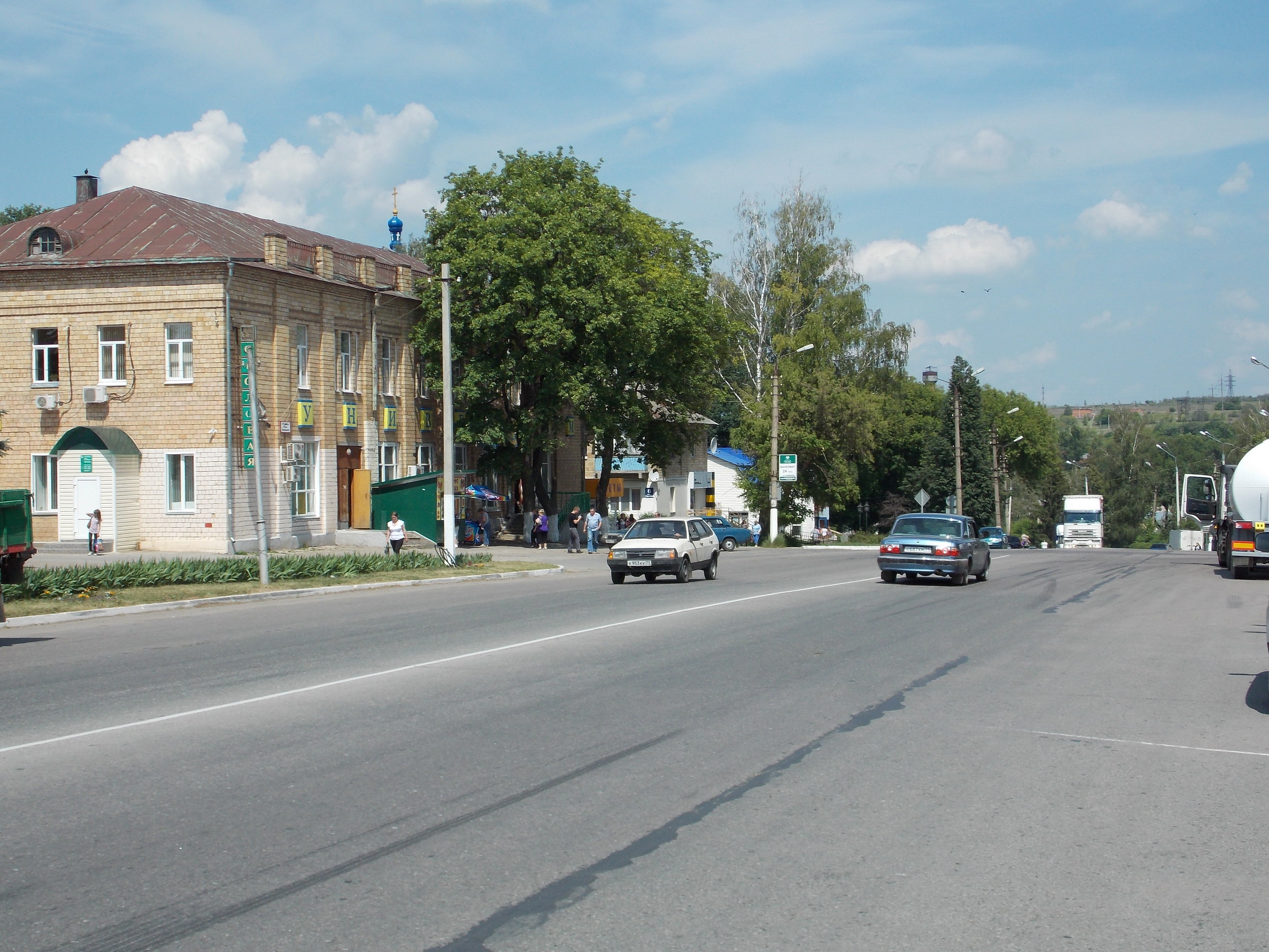
Улица Коммунаров
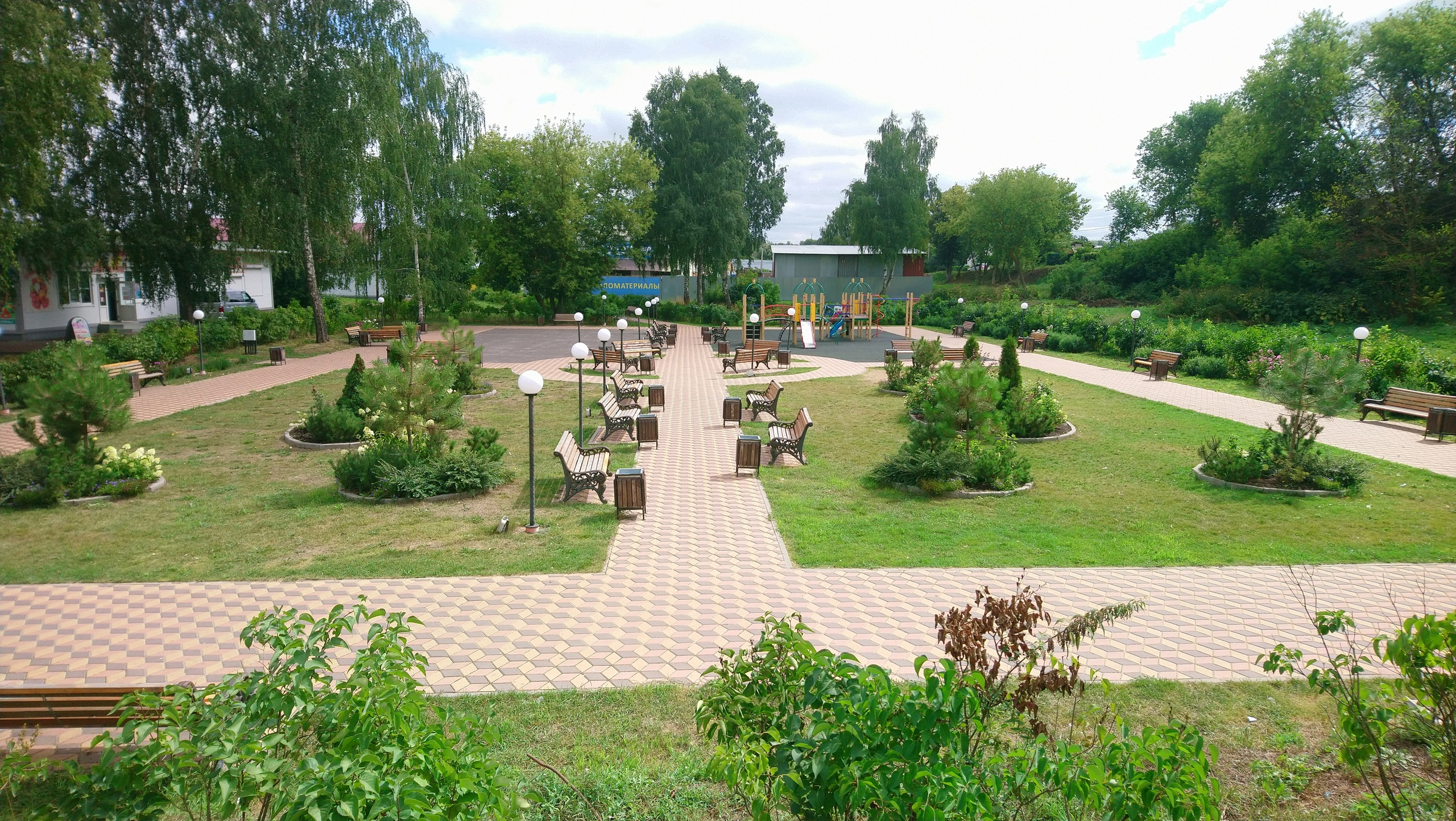
Гагаринский сквер на площади Свободы

## Достопримечательности
Объекты культурного наследия города:
| Объект культурного наследия                                                                                | Адрес                                                |
| --- | ---------------------------------------------------- |
| Памятник В. И. Ленину, 1963 г.                                                                             | пл. Октябрьской Революции                            |
| Торговые ряды, XIX в.                                                                                      | пл. Свободы, 1                                       |
| Бюст дважды Героя Советского Союза Б. Ф. Сафонова, 1948 г.                                                 | ул. Коммунаров, у школы                              |
| Братская могила с захоронением воинов, погибших в боях в период Великой Отечественной войны, 1941—1945 гг. | ул. Коммунаров, у школы                              |
| Сергиевская церковь, перестроена в 1868—1876 гг.                                                           | ул. Коммунаров, 48 А                                 |
| Братская могила с захоронением воинов, погибших в боях в период Великой Отечественной войны, 1941—1945 гг. | ул. Коммунаров, в сквере напротив Сергиевской церкви |
| Дом, где останавливался Лев Толстой                                                                        | Красноармейская ул., 1/2                             |
| Дом, где родился учёный-машиностроитель Е. А. Чудаков, 1890—1909 гг.                                       | Красноармейская ул., 18                              |
| Комплекс Всехсвятского кладбища, 1860 г.: Всехсвятская церковь 1880 г., сторожка, ограда с воротами        | Октябрьская ул., 32, кладбище                        |
| Дом усадьбы Гагариных, нач. XIX в.                                                                         | ул. Орлова, 2                                        |

Прочие достопримечательности:
- Школа, 1880-е гг.
- Дом садовника
- Главный корпус больницы, 1869—1873 гг. (ул. Ульянова, д. 80)
- Дом врача А. Р. Дуковского, 1869—1870-е гг.
- Заразный барак, 1895 г.
- Парк Плавской районной больницы (памятник природы)[33]

## Известные уроженцы и жители
См. Родившиеся в Плавске
Рожнов, Игнатий Афанасьевич — и. о. Председателя Верховного суда РСФСР в октябре 1938 — январе 1939 года.